# Daltonizam
Daltonizam je uobičajen izraz za poremećaj prepoznavanja boja. Prvi ga je opisao engleski znanstvenik John Dalton na temelju vlastitog iskustva, jer je i sam imao problema s prepoznavanjem boja. 

## Opis
Na mrežnici oka nalaze se živčani završeci – fotoreceptori za tri temeljne valne dužine svjetlosti i dijele ih u različite kanale koji odgovaraju crvenoj, zelenoj i plavoj boji. 
U osoba koje ne raspoznaju boje postoji poremećaj u receptorima – razdioba se ne odvija pravilno te one stoga ne prepoznaju boje ili zamijene jednu boju za drugu.
Neki ljudi ne razlikuju nijanse boja;neki ne raspoznaju razliku između npr. tamno plave i svijetlo plave,tamno zelene i svijetlo zelene...
Čovjek ima pet osjetila putem kojih prima informacije iz okoline. Ipak najviše informacija primamo putem čula vida, čak 90%. Daltonizam dovodi do nepouzdanih informacija što utječe na kvalitetu života ljudi koji su pogođeni ovim poremećajem. 
U svijetu živi oko 8% muškaraca i 0.5% žena s ovim poremećajem. U Hrvatskoj živi 180.000 daltonista, a u Europi, SAD-u i Japanu ukupno 32,6 milijuna. Ljudi s ovim poremećajem trpe na svim područjima života i onemogućen im je rad u preko 150 zanimanja. 
Ova anomalija je nasljedna i postoji od rođenja. Prenosi se s roditelja na potomstvo kao i druga nasljedna svojstva koja određuju tjelesne osobine pojedinca. Iznimno, daltonizam može biti posljedica oštećenja očnog živca ili mrežnice oka.
Zdrave osobe razlikuju oko 2000 boja, a daltonisti znatno manje. U muškaraca je poremećaj 16 puta učestaliji nego u žena što se objašnjava spolnim načinom nasljeđivanja. Žene posjeduju XX genotip, a muškarci XY. 
Budući da je daltonizam X vezano nasljeđivanje, muškarci uvijek obolijevaju od te bolesti, za razliku od žena koje mogu biti samo nositelji bez pojave simptoma. 
John Dalton živio je u Engleskoj i proučavao fiziku i kemiju. Posebnu pozornost posvetio je nasljednim anomalijama. Bolest koju je otkrio početkom 19. stoljeća upućivala je na nedostatak receptora za plavu, crvenu ili zelenu boju.

## Tipovi daltonizma
U modernoj medicini poznata su tri tipa daltonizma: 
- Protanopija – ne prepoznaje crvenu boju,
- Deuteranopija– ne prepoznaje zelenu i
- Tritanopija – ne prepoznaje plavu boju.

- Dugine boje kako ih vide osobe bez poremećaja prepoznavanja boja.
- Dugine boje kako ih vide osobe s protonopijom.
- Dugine boje kako ih vide osobe s deuteranopijom.
- Dugine boje kako ih vide osobe s tritanopijom.

## Posljedice daltonizma
U djetinjstvu je daltonizam veliki hendikep, što se u ovoj dobi u velikoj mjeri odražava na uspjehu djeteta kako u učenju, tako i u psihičkom razvoju. Na crtežima djece predškolskog uzrasta ili djece u nižim razredima trava će biti obojena u crveno, krov kuće pak u zeleno, što može dovesti do slabe ocjene ili ih izvrgnuti ruglu druge djece. 
U prometu daltonisti predstavljaju posebnu opasnost kako za sebe, tako i za okolicu. Osobe koje dobro razlikuju boje svjetlosti semafora ili stop svjetla razlikuju s veće udaljenosti. Učestale su prometne nezgode u kojima je uzrok nesreće nepravilno uočavanje boja, pa se događa da osobe daltonisti prelaze preko željezničkih tračnica usprkos crvenom svjetlu. 
Često se pojam "daltonizma" miješa s pojmom "slijep za boje". Bitna je, međutim, razlika u tome što dok u slučaju osoba s daltonizmom svi receptori funkcioniraju, kod slijepih za boje zeleni ili crveni receptor uopće ne funkcionira.
Diskromatopsija – osobe koje imaju ovaj poremećaj u raspoznavanju boja mogu prepoznati jednu od osnovnih boja (crvenu, žutu ili plavu).